# Liste der Nummer-eins-Hits in der Schweiz (2009)
Dies ist eine Liste der Nummer-eins-Hits in der Schweiz im Jahr 2009. Sie basiert auf den Top 100 Singles und Top 100 Alben der offiziellen Schweizer Hitparade. Es gab in diesem Jahr zwölf Nummer-eins-Singles und 29 Nummer-eins-Alben.

## Singles
| ← 2008 ← | Liste der Nummer-eins-Hits in der Schweiz | Liste der Nummer-eins-Hits in der Schweiz | Liste der Nummer-eins-Hits in der Schweiz                                                                                           | 2010 →                    |
| \| Zeitraum \| Wo. ges. \| Interpret \| Titel Autor(en) \| Zusätzliche Informationen \| \| (Zeitraum, Wochen auf Platz eins, Interpret, Titel, Autor[en], zusätzliche Informationen) \| \| \| \| \| \| ----------------------------------------------------------------------------------------- \| -------- \| ---------------------------------------- \| ----------------------------------------------------------------------------------------------------------------------------------- \| ------------------------- \| \| 16. November 2008 – 10. Januar 2009 8 Wochen \| 8 \| Jodlerklub Wiesenberg und Francine Jordi \| Das Feyr vo dr Sehnsucht Tomislav Mustac \| – \| \| 11. Januar 2009 – 14. Februar 2009 5 Wochen \| 5 \| Katy Perry \| Hot n Cold Katy Perry, Lukasz Gottwald, Max Martin \| – \| \| 15. Februar 2009 – 7. März 2009 3 Wochen \| 3 \| James Morrison feat. Nelly Furtado \| Broken Strings Fraser Lance Thorneycroft Smith, James Morrison, Nina Sofia Marie Woodford \| – \| \| 8. März 2009 – 14. März 2009 1 Woche \| 1 \| Silbermond \| Irgendwas bleibt Thomas Stolle, Johannes Stolle, Stefanie Kloß, Andreas Jan Nowak \| – \| \| 15. März 2009 – 9. Mai 2009 8 Wochen \| 8 \| Lady Gaga \| Poker Face Stefani Germanotta, Nadir Khayat \| – \| \| 10. Mai 2009 – 30. Mai 2009 3 Wochen (insgesamt 6) \| 6 \| Milow \| Ayo Technology Nathaniel Floyd Hills, Curtis James Jackson, Timothy Z. Mosley, Justin R. Timberlake \| – \| \| 31. Mai 2009 – 6. Juni 2009 1 Woche \| 1 \| Daniel Schuhmacher \| Anything but Love Dieter Bohlen \| – \| \| 7. Juni 2009 – 27. Juni 2009 3 Wochen (insgesamt 6) \| 6 \| Milow \| Ayo Technology Nathaniel Floyd Hills, Curtis James Jackson, Timothy Z. Mosley, Justin R. Timberlake \| – \| \| 28. Juni 2009 – 4. Juli 2009 1 Woche \| 1 \| Baschi, Bligg, Ritschi, Seven & Stress \| Stahn uf Kaspar E. Glättli, Philipp Schweidler, Andres Andrekson, Jan Dettwyler, Andreas Ritschard \| – \| \| 5. Juli 2009 – 29. August 2009 8 Wochen \| 8 \| David Guetta feat. Kelly Rowland \| When Love Takes Over Musik: Pierre David Guetta, Frederic Jean Riesterer; Text: Miriam Nervo, Olivia Nervo, Kelendria Trene Rowland \| – \| \| 30. August 2009 – 24. Oktober 2009 8 Wochen \| 8 \| The Black Eyed Peas \| I Gotta Feeling Pierre David Guetta, Frederic Jean Riesterer, William Adams, Allan Apll Pineda, Jaime Gomez, Stacy Ferguson \| – \| \| 25. Oktober 2009 – 28. November 2009 5 Wochen \| 5 \| Robbie Williams \| Bodies Craig Adam Russo, Brandon Christy, Robert Peter Williams \| – \| \| 29. November 2009 – 16. Januar 2010 7 Wochen \| 7 \| Melanie Fiona \| Monday Morning Peter W. Keusch, Sidh Solanki, Charlene M. Gilliam \| – \| |                                           |                                           | |                           |
| ← 2008 |                                           |                                           | | → 2010 →                  |
| Zeitraum | Wo. ges.                                  | Interpret                                 | Titel Autor(en) | Zusätzliche Informationen |
| (Zeitraum, Wochen auf Platz eins, Interpret, Titel, Autor[en], zusätzliche Informationen) |                                           |                                           | |                           |
| 16. November 2008 – 10. Januar 2009 8 Wochen | 8                                         | Jodlerklub Wiesenberg und Francine Jordi  | Das Feyr vo dr Sehnsucht Tomislav Mustac                                                                                            | –                         |
| 11. Januar 2009 – 14. Februar 2009 5 Wochen | 5                                         | Katy Perry                                | Hot n Cold Katy Perry, Lukasz Gottwald, Max Martin                                                                                  | –                         |
| 15. Februar 2009 – 7. März 2009 3 Wochen | 3                                         | James Morrison feat. Nelly Furtado        | Broken Strings Fraser Lance Thorneycroft Smith, James Morrison, Nina Sofia Marie Woodford                                           | –                         |
| 8. März 2009 – 14. März 2009 1 Woche | 1                                         | Silbermond                                | Irgendwas bleibt Thomas Stolle, Johannes Stolle, Stefanie Kloß, Andreas Jan Nowak                                                   | –                         |
| 15. März 2009 – 9. Mai 2009 8 Wochen | 8                                         | Lady Gaga                                 | Poker Face Stefani Germanotta, Nadir Khayat                                                                                         | –                         |
| 10. Mai 2009 – 30. Mai 2009 3 Wochen (insgesamt 6) | 6                                         | Milow                                     | Ayo Technology Nathaniel Floyd Hills, Curtis James Jackson, Timothy Z. Mosley, Justin R. Timberlake                                 | –                         |
| 31. Mai 2009 – 6. Juni 2009 1 Woche | 1                                         | Daniel Schuhmacher                        | Anything but Love Dieter Bohlen | –                         |
| 7. Juni 2009 – 27. Juni 2009 3 Wochen (insgesamt 6) | 6                                         | Milow                                     | Ayo Technology Nathaniel Floyd Hills, Curtis James Jackson, Timothy Z. Mosley, Justin R. Timberlake                                 | –                         |
| 28. Juni 2009 – 4. Juli 2009 1 Woche | 1                                         | Baschi, Bligg, Ritschi, Seven & Stress    | Stahn uf Kaspar E. Glättli, Philipp Schweidler, Andres Andrekson, Jan Dettwyler, Andreas Ritschard                                  | –                         |
| 5. Juli 2009 – 29. August 2009 8 Wochen | 8                                         | David Guetta feat. Kelly Rowland          | When Love Takes Over Musik: Pierre David Guetta, Frederic Jean Riesterer; Text: Miriam Nervo, Olivia Nervo, Kelendria Trene Rowland | –                         |
| 30. August 2009 – 24. Oktober 2009 8 Wochen | 8                                         | The Black Eyed Peas                       | I Gotta Feeling Pierre David Guetta, Frederic Jean Riesterer, William Adams, Allan Apll Pineda, Jaime Gomez, Stacy Ferguson         | –                         |
| 25. Oktober 2009 – 28. November 2009 5 Wochen | 5                                         | Robbie Williams                           | Bodies Craig Adam Russo, Brandon Christy, Robert Peter Williams                                                                     | –                         |
| 29. November 2009 – 16. Januar 2010 7 Wochen | 7                                         | Melanie Fiona                             | Monday Morning Peter W. Keusch, Sidh Solanki, Charlene M. Gilliam                                                                   | –                         |

## Alben
| ← 2008 ← | Liste der Nummer-eins-Hits in der Schweiz | Liste der Nummer-eins-Hits in der Schweiz | Liste der Nummer-eins-Hits in der Schweiz | 2010 →                    |
| \| Zeitraum \| Wo. ges. \| Interpret \| Titel \| Zusätzliche Informationen \| \| (Zeitraum, Wochen auf Platz eins, Interpret, Titel, zusätzliche Informationen) \| \| \| \| \| \| ------------------------------------------------------------------------------ \| -------- \| ----------------- \| ----------------------------------- \| ------------------------- \| \| 21. Dezember 2008 – 3. Januar 2009 2 Wochen (insgesamt 4) \| 4 \| Gölä \| Z'Läbe fägt \| – \| \| 4. Januar 2009 – 10. Januar 2009 1 Woche \| 1 \| Michael Hirte \| Der Mann mit der Mundharmonika \| – \| \| 11. Januar 2009 – 7. Februar 2009 4 Wochen (insgesamt 5) \| 5 \| Bligg \| 0816 \| – \| \| 8. Februar 2009 – 14. Februar 2009 1 Woche (insgesamt 2) \| 2 \| Bruce Springsteen \| Working on a Dream \| – \| \| 15. Februar 2009 – 21. Februar 2009 1 Woche (insgesamt 5) \| 5 \| Bligg \| 0816 \| – \| \| 22. Februar 2009 – 28. Februar 2009 1 Woche (insgesamt 2) \| 2 \| Bruce Springsteen \| Working on a Dream \| – \| \| 1. März 2009 – 7. März 2009 1 Woche \| 1 \| Mando Diao \| Give Me Fire! \| – \| \| 8. März 2009 – 14. März 2009 1 Woche \| 1 \| The Prodigy \| Invaders Must Die \| – \| \| 15. März 2009 – 4. April 2009 3 Wochen \| 3 \| U2 \| No Line on the Horizon \| – \| \| 5. April 2009 – 11. April 2009 1 Woche \| 1 \| Silbermond \| Nichts passiert \| – \| \| 12. April 2009 – 18. April 2009 1 Woche \| 1 \| DJ Antoine \| 2009 \| – \| \| 19. April 2009 – 2. Mai 2009 2 Wochen \| 2 \| Stress \| Des rois, des pions et des fous \| – \| \| 3. Mai 2009 – 30. Mai 2009 4 Wochen \| 4 \| Depeche Mode \| Sounds of the Universe \| – \| \| 31. Mai 2009 – 6. Juni 2009 1 Woche \| 1 \| Green Day \| 21st Century Breakdown \| – \| \| 7. Juni 2009 – 20. Juni 2009 2 Wochen (insgesamt 4) \| 4 \| Eros Ramazzotti \| Ali e radici \| – \| \| 21. Juni 2009 – 27. Juni 2009 1 Woche \| 1 \| Placebo \| Battle for the Sun \| – \| \| 28. Juni 2009 – 11. Juli 2009 2 Wochen (insgesamt 4) \| 4 \| Eros Ramazzotti \| Ali e radici \| – \| \| 12. Juli 2009 – 18. Juli 2009 1 Woche \| 1 \| Michael Jackson \| Thriller (25th Anniversary Edition) \| – \| \| 19. Juli 2009 – 29. August 2009 6 Wochen \| 6 \| Michael Jackson \| King of Pop \| – \| \| 30. August 2009 – 5. September 2009 1 Woche \| 1 \| Jan Delay \| Wir Kinder vom Bahnhof Soul \| – \| \| 6. September 2009 – 12. September 2009 1 Woche \| 1 \| Polo Hofer \| Prototyp \| – \| \| 13. September 2009 – 19. September 2009 1 Woche \| 1 \| Whitney Houston \| I Look to You \| – \| \| 20. September 2009 – 26. September 2009 1 Woche \| 1 \| Gotthard \| Need to Believe \| – \| \| 27. September 2009 – 17. Oktober 2009 3 Wochen \| 3 \| Muse \| The Resistance \| – \| \| 18. Oktober 2009 – 24. Oktober 2009 1 Woche \| 1 \| Yello \| Touch Yello \| – \| \| 25. Oktober 2009 – 31. Oktober 2009 1 Woche \| 1 \| Shakira \| She Wolf \| – \| \| 1. November 2009 – 14. November 2009 2 Wochen \| 2 \| Rammstein \| Liebe ist für alle da \| – \| \| 15. November 2009 – 21. November 2009 1 Woche \| 1 \| Bon Jovi \| The Circle \| – \| \| 22. November 2009 – 28. November 2009 1 Woche \| 1 \| Robbie Williams \| Reality Killed the Video Star \| – \| \| 29. November 2009 – 5. Dezember 2009 1 Woche \| 1 \| Norah Jones \| The Fall \| – \| \| 6. Dezember 2009 – 12. Dezember 2009 1 Woche \| 1 \| Rihanna \| Rated R \| – \| \| 13. Dezember 2009 – 2. Januar 2010 3 Wochen \| 3 \| Susan Boyle \| I Dreamed a Dream \| – \| |                                           |                                           |                                           |                           |
| ← 2008 |                                           |                                           |                                           | → 2010 →                  |
| Zeitraum | Wo. ges.                                  | Interpret                                 | Titel                                     | Zusätzliche Informationen |
| (Zeitraum, Wochen auf Platz eins, Interpret, Titel, zusätzliche Informationen) |                                           |                                           |                                           |                           |
| 21. Dezember 2008 – 3. Januar 2009 2 Wochen (insgesamt 4) | 4                                         | Gölä                                      | Z'Läbe fägt                               | –                         |
| 4. Januar 2009 – 10. Januar 2009 1 Woche | 1                                         | Michael Hirte                             | Der Mann mit der Mundharmonika            | –                         |
| 11. Januar 2009 – 7. Februar 2009 4 Wochen (insgesamt 5) | 5                                         | Bligg                                     | 0816                                      | –                         |
| 8. Februar 2009 – 14. Februar 2009 1 Woche (insgesamt 2) | 2                                         | Bruce Springsteen                         | Working on a Dream                        | –                         |
| 15. Februar 2009 – 21. Februar 2009 1 Woche (insgesamt 5) | 5                                         | Bligg                                     | 0816                                      | –                         |
| 22. Februar 2009 – 28. Februar 2009 1 Woche (insgesamt 2) | 2                                         | Bruce Springsteen                         | Working on a Dream                        | –                         |
| 1. März 2009 – 7. März 2009 1 Woche | 1                                         | Mando Diao                                | Give Me Fire!                             | –                         |
| 8. März 2009 – 14. März 2009 1 Woche | 1                                         | The Prodigy                               | Invaders Must Die                         | –                         |
| 15. März 2009 – 4. April 2009 3 Wochen | 3                                         | U2                                        | No Line on the Horizon                    | –                         |
| 5. April 2009 – 11. April 2009 1 Woche | 1                                         | Silbermond                                | Nichts passiert                           | –                         |
| 12. April 2009 – 18. April 2009 1 Woche | 1                                         | DJ Antoine                                | 2009                                      | –                         |
| 19. April 2009 – 2. Mai 2009 2 Wochen | 2                                         | Stress                                    | Des rois, des pions et des fous           | –                         |
| 3. Mai 2009 – 30. Mai 2009 4 Wochen | 4                                         | Depeche Mode                              | Sounds of the Universe                    | –                         |
| 31. Mai 2009 – 6. Juni 2009 1 Woche | 1                                         | Green Day                                 | 21st Century Breakdown                    | –                         |
| 7. Juni 2009 – 20. Juni 2009 2 Wochen (insgesamt 4) | 4                                         | Eros Ramazzotti                           | Ali e radici                              | –                         |
| 21. Juni 2009 – 27. Juni 2009 1 Woche | 1                                         | Placebo                                   | Battle for the Sun                        | –                         |
| 28. Juni 2009 – 11. Juli 2009 2 Wochen (insgesamt 4) | 4                                         | Eros Ramazzotti                           | Ali e radici                              | –                         |
| 12. Juli 2009 – 18. Juli 2009 1 Woche | 1                                         | Michael Jackson                           | Thriller (25th Anniversary Edition)       | –                         |
| 19. Juli 2009 – 29. August 2009 6 Wochen | 6                                         | Michael Jackson                           | King of Pop                               | –                         |
| 30. August 2009 – 5. September 2009 1 Woche | 1                                         | Jan Delay                                 | Wir Kinder vom Bahnhof Soul               | –                         |
| 6. September 2009 – 12. September 2009 1 Woche | 1                                         | Polo Hofer                                | Prototyp                                  | –                         |
| 13. September 2009 – 19. September 2009 1 Woche | 1                                         | Whitney Houston                           | I Look to You                             | –                         |
| 20. September 2009 – 26. September 2009 1 Woche | 1                                         | Gotthard                                  | Need to Believe                           | –                         |
| 27. September 2009 – 17. Oktober 2009 3 Wochen | 3                                         | Muse                                      | The Resistance                            | –                         |
| 18. Oktober 2009 – 24. Oktober 2009 1 Woche | 1                                         | Yello                                     | Touch Yello                               | –                         |
| 25. Oktober 2009 – 31. Oktober 2009 1 Woche | 1                                         | Shakira                                   | She Wolf                                  | –                         |
| 1. November 2009 – 14. November 2009 2 Wochen | 2                                         | Rammstein                                 | Liebe ist für alle da                     | –                         |
| 15. November 2009 – 21. November 2009 1 Woche | 1                                         | Bon Jovi                                  | The Circle                                | –                         |
| 22. November 2009 – 28. November 2009 1 Woche | 1                                         | Robbie Williams                           | Reality Killed the Video Star             | –                         |
| 29. November 2009 – 5. Dezember 2009 1 Woche | 1                                         | Norah Jones                               | The Fall                                  | –                         |
| 6. Dezember 2009 – 12. Dezember 2009 1 Woche | 1                                         | Rihanna                                   | Rated R                                   | –                         |
| 13. Dezember 2009 – 2. Januar 2010 3 Wochen | 3                                         | Susan Boyle                               | I Dreamed a Dream                         | –                         |

## Jahreshitparaden
| ← 2008 ← | Liste der Nummer-eins-Hits in der Schweiz | Liste der Nummer-eins-Hits in der Schweiz     | Liste der Nummer-eins-Hits in der Schweiz | 2010 →   |
| \| Singles \| Position# \| Alben \| \| ------------------------------------------------------------------------------------------------------------------------------------------------------------------------------------------------------------------------------------ \| --------- \| --------------------------------------------- \| \| Poker Face Lady Gaga Stefani Germanotta, Nadir Khayat \| 1 \| 0816 Bligg \| \| When Love Takes Over David Guetta feat. Kelly Rowland Musik: Pierre David Guetta, Frederic Jean Riesterer; Text: Miriam Nervo, Olivia Nervo, Kelendria Trene Rowland \| 2 \| The Fame Lady Gaga \| \| Ayo Technology Milow Nathaniel Floyd Hills, Curtis James Jackson, Timothy Z. Mosley, Justin R. Timberlake \| 3 \| Funhouse P!nk \| \| Hot n Cold Katy Perry Katy Perry, Lukasz Gottwald, Max Martin \| 4 \| Strike! The Baseballs \| \| Broken Strings James Morrison feat. Nelly Furtado Fraser Lance Thorneycroft Smith, James Morrison, Nina Sofia Marie Woodford \| 5 \| No Line on the Horizon U2 \| \| Right Round Flo Rida feat. Kesha Philip Martin Lawrence II, Lukasz Gottwald, Tramar Dillard, Justin Scott Franks, Allan Peter Grigg, Peter Jozzepi Burns, Stephen Coy, Timothy John Lever, Michael David Percy, Peter Gene Hernandez \| 6 \| Des rois, des pions et des fous Stress \| \| I Gotta Feeling The Black Eyed Peas Pierre David Guetta, Frederic Jean Riesterer, William Adams, Allan Apll Pineda, Jaime Gomez, Stacy Ferguson \| 7 \| The Resistance Muse \| \| Infinity 2008 Guru Josh Project Paul Dudley Walden \| 8 \| Ali e radici Eros Ramazzotti \| \| Heavy Cross Gossip Mary Beth Patterson, Nathan Howdeshell, Hannah Blilie \| 9 \| King of Pop Michael Jackson \| \| Rosalie Bligg Musik: Walter Alder, Roman Camenzind, Frederic Herrmann; Text: Marco Bliggensdorfer \| 10 \| Reality Killed the Video Star Robbie Williams \| |                                           |                                               |                                           |          |
| ← 2008 |                                           |                                               |                                           | → 2010 → |
| Singles | Position#                                 | Alben                                         |                                           |          |
| Poker Face Lady Gaga Stefani Germanotta, Nadir Khayat | 1                                         | 0816 Bligg                                    |                                           |          |
| When Love Takes Over David Guetta feat. Kelly Rowland Musik: Pierre David Guetta, Frederic Jean Riesterer; Text: Miriam Nervo, Olivia Nervo, Kelendria Trene Rowland | 2                                         | The Fame Lady Gaga                            |                                           |          |
| Ayo Technology Milow Nathaniel Floyd Hills, Curtis James Jackson, Timothy Z. Mosley, Justin R. Timberlake | 3                                         | Funhouse P!nk                                 |                                           |          |
| Hot n Cold Katy Perry Katy Perry, Lukasz Gottwald, Max Martin | 4                                         | Strike! The Baseballs                         |                                           |          |
| Broken Strings James Morrison feat. Nelly Furtado Fraser Lance Thorneycroft Smith, James Morrison, Nina Sofia Marie Woodford | 5                                         | No Line on the Horizon U2                     |                                           |          |
| Right Round Flo Rida feat. Kesha Philip Martin Lawrence II, Lukasz Gottwald, Tramar Dillard, Justin Scott Franks, Allan Peter Grigg, Peter Jozzepi Burns, Stephen Coy, Timothy John Lever, Michael David Percy, Peter Gene Hernandez | 6                                         | Des rois, des pions et des fous Stress        |                                           |          |
| I Gotta Feeling The Black Eyed Peas Pierre David Guetta, Frederic Jean Riesterer, William Adams, Allan Apll Pineda, Jaime Gomez, Stacy Ferguson | 7                                         | The Resistance Muse                           |                                           |          |
| Infinity 2008 Guru Josh Project Paul Dudley Walden | 8                                         | Ali e radici Eros Ramazzotti                  |                                           |          |
| Heavy Cross Gossip Mary Beth Patterson, Nathan Howdeshell, Hannah Blilie | 9                                         | King of Pop Michael Jackson                   |                                           |          |
| Rosalie Bligg Musik: Walter Alder, Roman Camenzind, Frederic Herrmann; Text: Marco Bliggensdorfer | 10                                        | Reality Killed the Video Star Robbie Williams |                                           |          |